# Cookstown (New Jersey)
Cookstown est une census-designated place située dans le comté de Burlington, dans l’État du New Jersey, aux États-Unis. Lors du recensement de 2020, elle compte 900 habitants.